# Élections législatives niuéennes de 2005
Des élections législatives se tiennent à Niué le 30 avril 2005, pour élire au suffrage universel les vingt membres de l'Assemblée nationale. 

## Contexte
Le gouvernement issu des élections de 2002 est une coalition rassemblant le Parti du peuple niuéen et des élus indépendants, et mené par le Premier ministre Young Vivian. En 2003, toutefois, le parti se dissout à la suite de désaccords internes dus à l'échec de plusieurs politiques du parti. Dès lors, il n'y a pas aucun parti politique à Niué.
Durant la législature 2002-2005, le député Hunukitama Hunuki meurt en juillet 2003. Krypton Okesene (en) remporte l'élection partielle pour lui succéder. Le vice-Premier ministre Sani Lakatani, en désaccord avec les autres membres du Parlement, démissionne du Parlement en décembre 2004.

## Système politique et électoral
Pays composé d'une unique île polynésienne, Niué est un État de facto indépendant, en libre association avec la Nouvelle-Zélande, qui conserve de jure la souveraineté sur l'île. En pratique, il n'y a pas d'ingérence néo-zélandaise dans les affaires niuéennes. Niué est une démocratie parlementaire fondée sur le modèle de Westminster.
Le Fono Ekepule est un parlement monocaméral composé de 20 députés élus pour trois ans selon un mode de scrutin mixte. Le pays compte quatorze circonscriptions électorales, élisant chacune un député. Chaque village niuéen correspond à une circonscription, à l'exception de la capitale, Alofi, qui est scindée en deux d'entre elles. Pour ces quatorze sièges, l'élection s'effectue au scrutin uninominal majoritaire à un tour, hérité du modèle britannique. Pour l'attribution des six autres sièges, les électeurs (soit tout résident permanent âgé d'au moins 18 ans) sélectionnent six noms parmi une liste de candidats. Ces sièges sont ainsi attribués via un mode de scrutin plurinominal majoritaire à un tour : les six candidats ayant reçu le plus de voix sont élus.

## Résultats
Les résultats sont les suivants. Maihetoe Hekau est initialement donnée élue à la 6e place au scrutin national, avant qu'un recompte des voix ne la donne à égalité avec le ministre sortant des Finances Toke Talagi. Un tirage au sort les départage, et donne le siège à Toke Talagi.

### Scrutin national
| Candidat               | Parti | Parti               | Voix | % | Résultat                  | Remarques |
| ---------------------- | ----- | ------------------- | ---- | - | ------------------------- | --------- |
| Krypton Okesene (en)   |       | indépendant         | 578  |   | réélu                     |           |
| Terry Coe              |       | opposition sortante | 563  |   | réélu                     |           |
| O'love Jacobsen        |       | opposition sortante | 508  |   | réélue                    |           |
| Hima Douglas           |       | indépendant         | 403  |   | élu                       |           |
| Michael Jackson        |       | majorité sortante   | 378  |   | réélu                     |           |
| Toke Talagi            |       | majorité sortante   | 373  |   | réélu (tirage au sort)    |           |
| Maihetoe Hekau         |       | indépendante        | 373  |   | non élue (tirage au sort) |           |
| autres candidats       |       |                     |      |   |                           |           |
|                        |       |                     |      |   |                           |           |
| Total des voix         |       | 100                 | -    |   |                           |           |
|                        |       |                     |      |   |                           |           |
| Suffrages exprimés     |       |                     |      |   |                           |           |
| Votes blancs et nuls   |       |                     |      |   |                           |           |
| Total des votants      |       | 100                 |      |   |                           |           |
| Abstention             |       |                     |      |   |                           |           |
| Inscrits/Participation |       |                     |      |   |                           |           |

### Par circonscription
| Circonscription      | Candidat              | Parti             | Parti               | Votes | %             | Résultat                       |
| -------------------- | --------------------- | ----------------- | ------------------- | ----- | ------------- | ------------------------------ |
|                      |                       |                   |                     |       |               |                                |
| Alofi-nord           |                       |                   |                     |       |               |                                |
| Va‘ainga Tukuitonga  |                       | majorité sortante | 62                  |       | réélue        |                                |
| Terry Chapman (en)   |                       | indépendant       | 27                  |       |               |                                |
| Thomas Barlament     |                       | indépendant       | 18                  |       |               |                                |
| Votes blancs ou nuls | -                     |                   |                     |       |               |                                |
| Total                |                       |                   |                     |       |               |                                |
|                      |                       |                   |                     |       |               |                                |
| Alofi-sud            |                       |                   |                     |       |               |                                |
| Organ Viliko         |                       | indépendant       | 66                  |       | élu           |                                |
| Makamau Hekau        |                       |                   | 54                  |       |               |                                |
| Robert Rex Junior    |                       | majorité sortante | 52                  |       | sortant battu |                                |
| Votes blancs ou nuls |                       |                   |                     |       |               |                                |
| Total                |                       | 100               |                     |       |               |                                |
|                      |                       |                   |                     |       |               |                                |
| Avatele              | Billy Talagi          |                   | majorité sortante   |       |               | reconduit (sans adversaire)    |
| Avatele              | Votes blancs ou nuls  |                   | –                   |       |               |                                |
| Avatele              | Total                 |                   |                     |       |               |                                |
| Avatele              |                       |                   |                     |       |               |                                |
| Hakupu               | Young Vivian          |                   | majorité sortante   |       |               | reconduit (sans adversaire)    |
| Hakupu               | autre(s) candidat(s)  |                   |                     |       |               |                                |
| Hakupu               | Votes blancs ou nuls  |                   |                     |       |               |                                |
| Hakupu               | Total                 |                   |                     |       |               |                                |
|                      |                       |                   |                     |       |               |                                |
| Hikutavake           | Opili Talafasi        |                   | majorité sortante   |       |               | reconduit (sans adversaire)    |
| Hikutavake           | Votes blancs ou nuls  |                   | –                   |       |               |                                |
| Hikutavake           | Total                 |                   |                     |       |               |                                |
| Hikutavake           |                       |                   |                     |       |               |                                |
| Lakepa               | Talitama Magatogia    |                   | indépendant         | 27    |               | élu                            |
| Lakepa               | John Operator Tiakia  |                   | opposition sortante | 18    |               | sortant battu                  |
| Lakepa               | Votes blancs ou nuls  |                   | –                   |       |               |                                |
| Lakepa               | Total                 |                   | 100                 |       |               |                                |
|                      |                       |                   |                     |       |               |                                |
| Liku                 | Pokotoa Sipeli        |                   | majorité sortante   | 24    |               | reconduit (sans adversaire)    |
| Liku                 | Votes blancs ou nuls  |                   | –                   |       |               |                                |
| Liku                 | Total                 |                   |                     |       |               |                                |
| Liku                 |                       |                   |                     |       |               |                                |
| Makefu               | Tofua Puletama        |                   | majorité sortante   | 22    |               | réélu                          |
| Makefu               | Vivaliatama Talagi    |                   | indépendant         | 16    |               |                                |
| Makefu               | Votes blancs ou nuls  |                   | –                   |       |               |                                |
| Makefu               | Total                 |                   |                     |       |               |                                |
|                      |                       |                   |                     |       |               |                                |
| Mutalau              | Bill Vakaafi Motufoou |                   | majorité sortante   | 40    |               | réélu                          |
| Mutalau              | Nuihepeni Togakilo    |                   | indépendant         | 19    |               |                                |
| Mutalau              | Votes blancs ou nuls  |                   |                     |       |               |                                |
| Mutalau              | Total                 |                   |                     |       |               |                                |
|                      |                       |                   |                     |       |               |                                |
| Namukulu             | Jack Lipitoa          |                   | opposition sortante |       |               | reconduit (sans adversaire)    |
| Namukulu             | Votes blancs ou nuls  |                   |                     |       |               |                                |
| Namukulu             | Total                 |                   |                     |       |               |                                |
| Namukulu             |                       |                   |                     |       |               |                                |
| Tamakautoga          | Peter Funaki          |                   | opposition sortante | 39    |               | réélu                          |
| Tamakautoga          | Ricky Makani          |                   | indépendant         | 38    |               |                                |
| Tamakautoga          | Votes blancs ou nuls  |                   |                     |       |               |                                |
| Tamakautoga          | Total                 |                   | 100                 |       |               |                                |
|                      |                       |                   |                     |       |               |                                |
| Toi                  | Lilivika Muimatagi    |                   | indépendante        | 8     |               | élue (tirage au sort)          |
| Toi                  | Dion Taufitu          |                   | majorité sortante   | 8     |               | sortant battu (tirage au sort) |
| Toi                  | Votes blancs ou nuls  |                   |                     |       |               |                                |
| Toi                  | Total                 |                   | 100                 |       |               |                                |
|                      |                       |                   |                     |       |               |                                |
| Tuapa                | Fisa Pihigia          |                   | majorité sortante   |       |               | reconduit (sans adversaire)    |
| Tuapa                | Votes blancs ou nuls  |                   |                     |       |               |                                |
| Tuapa                | Total                 |                   |                     |       |               |                                |
| Tuapa                |                       |                   |                     |       |               |                                |
| Vaiea                | Talaititama Talaiti   |                   | opposition sortante |       |               | reconduit (sans adversaire)    |
| Vaiea                | Votes blancs ou nuls  |                   |                     |       |               |                                |
| Vaiea                | Total                 |                   | -                   |       |               |                                |

### Formation du gouvernement
Les députés réélisent Atapana Siakimotu à la présidence de l'Assemblée, puis réélisent Young Vivian au poste de Premier ministre, par dix-sept voix contre trois pour O'love Jacobsen,.
Young Vivian nomme le gouvernement suivant :
| Fonction                                                                    | Ministre              | Remarques |
| --------------------------------------------------------------------------- | --------------------- | --------- |
| Premier ministre, Ministre des Finances                                     | Young Vivian          |           |
| Ministre de l'Éducation et de la Culture                                    | Va‘ainga Tukuitonga   |           |
| Ministre de la Santé, Ministre des Affaires locales                         | Fisa Pihigia          |           |
| Ministre des Télécommunications, Ministre de l'Agriculture et des Pêcheries | Bill Vakaafi Motufoou |           |